# Raoul Wallenberg
Raoul Gustav Wallenberg, švedski poslovnež, diplomat in človekoljub, *  4. avgust 1912, Lidingö, Švedska, † 17. julij 1947 (?), Sovjetska zveza.
Kot švedski odposlanec je deloval v Budimpešti, kjer je izdajal »zaščitne potne liste« (nemško Schutz-Pass) in s tem več deset tisoč Judov spravil iz Madžarske ter jih tako rešil pred holokavstom. Pri tem sta sodelovala še dva švedska diplomata, Carl-Ivan Danielsson in Per Anger. Ko je nadzor v mestu konec vojne prevzela Rdeča armada, je bil Wallenberg aretiran in prepeljan v Sovjetsko zvezo, ki ga je obtožila vohunjenja za zahod. Tam naj bi umrl 17. julija 1947 v zaporu Lubjanka, vendar okoliščine njegove smrti še do danes niso pojasnjene.
Za svoje človekoljubno delo je posthumno prejel mnoga priznanja.